# La Chicharra
La Chicharra foi uma série de TV mexicana criada e escrita por Chespirito. Foi exibida no México pela primeira vez no dia 3 de outubro de 1979 como um programa que substituiu o programa "Chapolin Colorado". Acabou no início de 1980, continuando como uma esquete na série Chespirito entre 1980 e 1984.
Foi exibida no canal de TV a cabo Clásico TV, de propriedade da Televisa Networks entre 2009 e 2010, quando teve os seus episódios gravados.

## Enredo
A série retrata as aventuras de Vicente Chambón, um repórter desajeitado e distraído, que trabalha em um jornal chamado La Chicharra, cuja missão é investigar os casos mais bizarros e hilariantes. Acompanhado por sua fiel fotógrafa Cândida (Florinda Meza), vão atrás da notícia todos os dias. Eles são liderados por Seu Lino, dono do jornal e cuja palavra é lei. No diário, Chambón é considerado "repórter coringa", porque a cada dia escreve um tipo de notícia. Ou seja, não tem uma especialidade definida, e isso faz com que seus trabalhos sejam imprevisíveis.
La Chicharra teve um remake no início dos anos 1990: "Boas Notícias", produzido e estrelado por Florinda Meza, Juan Antonio Edwards, Paulina Gómez(filha de Chespirito), Mario Casillas e Eugenia Avendaño, exibido desde o dia 8 de setembro de 1993 até 7 de março de 1994.

## Elenco
- Roberto Gómez Bolaños: Vicente Chambón
- Florinda Meza: Cândida e voz da Tia Ágata.
- Rubén Aguirre: Seu Lino Tápia
- Angelines Fernández: Úrsula
- María Antonieta de Las Nieves: Narração da abertura e intérprete de vários personagens.

## Lista de episódios
Esta série só teve 14 episódios, essa lista é uma compilação de episódios de TV, transmitidos pelo canal Clásico TV.
1. Hoy llega el célebre poeta cabeza de vaca: Um poeta muito famoso chegou à cidade e Chambón deve ser o primeiro a entrevistá-lo, mas o sujeito retira-se de todos os lugares onde o procuram, antes que Chambón apareça. Por mera coincidência, em todos esses lugares, Chambón se encontra com um mesmo indivíduo (que em várias ocasiões repete: "Eu não sou Cabeça de Vaca"). Elenco:  Roberto Gómez Bolaños, Florinda Meza, Rubén Aguirre, Angelines Fernández, Edgar Vivar, Horacio Gómez.
2. Anoche debuto el hipnotizador maestro Morfeo: Chambón vai entrevistar o mago Morfeu, que tenta hipnotizar Cândida, mas o hipnotizado acaba sendo Chambón. Elenco:  Roberto Gómez Bolaños, Florinda Meza, Rubén Aguirre, Angelines Fernández, Raúl Chato Padilla, Leticia Montaño.
3. El material fotográfico se encuentra por las nubes: Cândida tira várias fotos de um acidente, mas o rolo cai na beira de um terraço e Chambón terá de recuperá-lo. Elenco:  Roberto Gómez Bolaños, Florinda Meza, Rubén Aguirre, Angelines Fernández.
4. El actor Rigoberto Galán fue mordido ayer por un perro: Chambón deve entrevistar um ator que foi mordido por um cachorro, mas o cachorro acaba mordendo Chambón também. Elenco:  Roberto Gómez Bolaños, Florinda Meza, Rubén Aguirre, Angelines Fernández.
5. La victima resulto ser famoso pintor: Chambón e Cândida vão investigar um crime. Seguindo algumas digitais no local, Chambón encontra a assassina... ou... a assassina o encontra. Elenco:  Roberto Gómez Bolaños, Florinda Meza, Rubén Aguirre, Angelines Fernández, María Antonieta de las Nieves, Raúl Chato Padilla, Edgar Vivar, Horacio Gómez.
6. Fue denunciada la desaparición misteriosa de un individuo: Chambón e Cândida vão à delegacia procurar uma reportagem interessante. Ao mesmo tempo, uma senhora denuncia a morte de seu esposo, e por outra parte, o esposo denuncia a morte de sua esposa. Elenco:  Roberto Gómez Bolaños, Florinda Meza, Rubén Aguirre, Angelines Fernández, María Antonieta de las Nieves, Raúl Padilla Chóforo, Raúl Chato Padilla.
7. Hay expectación por conocer al nuevo retador: Martillo Martínez: Chambón deve entrevistar um candidato às próximas eleições, mas ao chegar no seu escritório, acaba confundindo o sujeito com um boxeador que estava ali. Elenco:  Roberto Gómez Bolaños, Florinda Meza, Rubén Aguirre, Angelines Fernández, Edgar Vivar, Ramiro Orcí, Amalia Llergo.
8. Presentación de los modelos del célebre modisto francés René Gavin: Cândida vai participar como modelo na apresentação de René Gavin, e Chambón deverá fotografar tal evento, mas preocupado com Cândida, ele não consegue realizar seu trabalho. Elenco:  Roberto Gómez Bolaños, Florinda Meza, Rubén Aguirre, Angelines Fernández, Edgar Vivar, Horacio Gómez.
9. Demasiados accidentes de tránsito: O filho de um poderoso financeiro tem um acidente de trânsito e é fotografado por Cândida. O financeiro tenta comprar as fotografias para evitar um escândalo, mas logo um chantagista se apodera delas e tenta vendê-las ao financeiro. Elenco:  Roberto Gómez Bolaños, Florinda Meza, Rubén Aguirre, Angelines Fernández, Julián Bravo, Ricardo de Pascual, Raúl Chato Padilla, Ramiro Orcí.
10. Llegó el playboy narciso fajardo: Em uma festa na casa de Narciso Fajardo, Chambón e Cândida participam para fazer uma crônica, mas Narciso tenta conquistar Cândida, enquanto Chambón tem problemas com seu terno. Elenco:  Roberto Gómez Bolaños, Florinda Meza, Rubén Aguirre, Angelines Fernández, Bertha Moss, Alberto Insúa, Horacio Gómez.
11. El atropellamiento: Um casal de jovens brinca na via pública, jogando nela um boneco para que os motoristas acreditem que atropelaram alguém. Enquanto Chambón é vítima da brincadeira, Seu Lino atropela o verdadeiro jovem, mas este problema tirará o sono de ambos. Elenco:  Roberto Gómez Bolaños, Florinda Meza, Rubén Aguirre, Angelines Fernández, Alma Delfina, Rodolfo Rodríguez
12. Entrevistas en plena luna de miel: Ao tentar entrevistar um político, Cândida esquece sua câmera fotográfica no quarto de hotel onde o sujeito se hospedava e decide recuperá-la, junto de Chambón. O problema é que agora o quarto está sendo ocupado por um casal de recém-casados. Elenco:  Roberto Gómez Bolaños, Florinda Meza, Rubén Aguirre, Angelines Fernández, Edgar Vivar, Horacio Gómez. María Antonieta de las Nieves y Jorge Ortiz de Pinedo.
13. Chiquita Martínez debuta mañana en el teatro: Seu Lino decide ajudar a nova atriz Chiquita Martínez, a qual Chambón deve realizar uma boa reportagem. O que ninguém sabe é que a atriz tem uma irmã gêmea, e isso causará várias confusões. Elenco:  Roberto Gómez Bolaños, Florinda Meza, Rubén Aguirre, Angelines Fernández, Raúl Chato Padilla. María Antonieta de las Nieves.
14. Una historia conmovedora, simpática y tierna: É Natal e Chambón precisa de dinheiro. Seu Lino lhe oferece um salário extra, se ele escrever uma história comovente, simpática e terna. Chambón não consegue escrever mesmo com várias tentativas. Ao sair do jornal, um ancião quer lhe vender um exemplar de "La Chicharra" e Chambón decide comprar para ajudar o sujeito. Na última tentativa de escrever a história, Chambón redige uma carta para o Papai Noel, pedindo presentes para todos os seus companheiros do jornal. No dia da Ceia de Natal, o ancião que lhe vendeu o jornal volta a aparecer e surpreenderá a todos. Elenco:  Roberto Gómez Bolaños, Florinda Meza, Rubén Aguirre, Angelines Fernández, Raúl Chato Padilla;